# 碧南郵便局
碧南郵便局（へきなんゆうびんきょく）は愛知県碧南市にある郵便局。民営化前の分類では集配普通郵便局であった。

## 概要
- 住所：〒447-8799 愛知県碧南市栄町1-22

## 沿革
- 1875年（明治8年）1月7日 - 棚尾（たなお）郵便取扱所として開設[1]。
- 1875年（明治8年）1月15日 - 棚尾郵便局（五等）となる。同日、為替取扱を開始。
- 1878年（明治11年）9月21日 - 貯金取扱を開始。
- 1880年（明治13年）4月1日 - 大浜（おおはま）郵便局に改称。
- 1893年（明治26年）2月1日 - 大浜郵便電信局となる。
- 1903年（明治36年）4月1日 - 通信官署官制の施行に伴い、大浜郵便局となる。
- 1947年（昭和22年）11月16日 - 特定郵便局から普通郵便局に局種別改定[2]。
- 1948年（昭和23年）7月1日 - 碧南郵便局に改称。
- 1948年（昭和23年）12月1日 - 碧南市字北川から同市字西赤土に移転。
- 1953年（昭和28年）7月16日 - 電報受付事務および電話通話事務の取扱を開始。
- 1954年（昭和29年）11月11日 - 三河新川郵便局[3]から集配業務を移管。
- 1960年（昭和35年）3月28日 - 碧南市字西赤土から、同市字天王に局舎を新築、移転。
- 1960年（昭和35年）6月2日 - 電話通話および和文電報受付事務の取扱を廃止。
- 1979年（昭和54年）2月 - 局舎新築落成。
- 1979年（昭和54年）2月26日 - 和文電報受付および電話通話業務を開始。
- 1999年（平成11年） - 外国通貨の両替および旅行小切手の売買に関する業務取扱を開始。
- 2007年（平成19年）10月1日 - 民営化に伴い、併設された郵便事業碧南支店に一部業務を移管。
- 2012年（平成24年）10月1日 - 日本郵便株式会社発足に伴い、郵便事業碧南支店を碧南郵便局に統合。

## 取扱内容
- 郵便、印紙、ゆうパック、内容証明
- 貯金、為替、振替、振込、国際送金、外貨両替・トラベラーズチェック、国債、投資信託
- 生命保険、バイク自賠責保険、自動車保険、変額年金保険
- ゆうちょ銀行ATM
- 「447-00xx」「447-08xx」区域（碧南市の全域）の集配業務
- ゆうゆう窓口

## 周辺
- 碧南市役所
- 碧南警察署
- 愛知県立碧南高等学校
- ピアゴ碧南店
- DCM碧南中央店
- 国道247号

## アクセス
- 名鉄三河線 碧南中央駅から徒歩で約2分。
- くるくるバス「碧南中央駅」停留所下車。
- 知多半島道路 半田中央ICから東へ約13km。
- 岡崎バイパス藤井インターから西へ、知立バイパス和泉インターから南西へそれぞれ約8km。
- 駐車場あり：16台